# Bitwa pod Magierowem
Bitwa pod Magierowem miała miejsce 11 lipca 1657 roku podczas drugiej wojny północnej.

## Wstęp
W końcu stycznia 1657 roku od południa wpadła w granice Polski potężna armia siedmiogrodzka dowodzona osobiście przez księcia Siedmiogrodu Jerzego Rakoczego. W drugiej połowie lutego armia Rakoczego, która liczyła 25 000 żołnierzy, połączyła się z armią kozacką Antona Żdanowycza liczącą 10 000 żołnierzy. W marcu Rakoczy wzmocnił dowodzoną przez generała Pawła Wirtza szwedzką załogę Krakowa siłą 2500 żołnierzy, a w kwietniu spotkał się z królem Szwecji Karolem Gustawem, by w maju zdobyć Brześć Litewski. Z trudnej sytuacji wybawiła Rzeczpospolitą Dania, która wykorzystując zaangażowanie Karola Gustawa w Polsce zaatakowała w czerwcu Szwecję. Wspólnie ze Stenbockiem Rakoczy przez cztery dni okupował w czerwcu Warszawę, jednak dni powodzenia dobiegały końca. Stenbock 22 czerwca zostawił sprzymierzeńców i na rozkaz swego króla ruszył do Danii. Osamotnieni Siedmiogrodzianie i Kozacy, nie widząc szans na zwycięstwo, postanowili wycofać się do granicy węgierskiej.
Jan Kazimierz chcąc nie dopuścić, by armia Rakoczego bezpiecznie opuściła polskie granice, wezwał idącego za Stenbockiem Stefana Czarnieckiego do Częstochowy. Tam Czarniecki połączył się z jazdą litewską Aleksandra Hilarego Połubińskiego oraz z grupą Tatarów, zwiększając swe siły do 10 000 żołnierzy. Na naradzie w Łańcucie 7–8 lipca postanowiono, że Czarniecki ruszy bezpośrednio za Rakoczym, a Lubomirski z Potockim zagrodzą Siedmiogrodzianom i Kozakom drogę do granicy siedmiogrodzkiej.

## Bitwa
Czarniecki ruszył za Rakoczym natychmiast po łańcuckiej naradzie i rozpoczął typową dla siebie wojnę szarpaną. Atakował wroga od tyłu, z boków i z frontu, niszczył jego tabory i rozbijał podjazdy. W końcu 11 lipca dopadł wojska Rakoczego pod Magierowem leżącym na północ od Lwowa. Na początku przednia straż Czarnieckiego rozproszyła grupę maruderów, jednak gdy żołnierze zajęli się rabunkiem taboru, nadciągnął na czele tylnej straży Rakoczy i przepędził polskich żołnierzy. Wkrótce jednak nadszedł Czarniecki z głównymi siłami i z marszu uderzył na wroga. Jego błyskawiczny atak zepchnął wojska Rakoczego w kierunku Żółkwi, doprowadzając w końcu do całkowitego rozbicia tylnej straży nieprzyjaciela. Wojska Czarnieckiego zdobyły wiele dział i blisko 2000 wozów z łupami zagarniętymi na terenie Polski.

## Po bitwie
Następnego dnia wojska Czarnieckiego dopadły nieprzyjaciela podczas przeprawy przez bagniste rozlewiska Pełtwi, wpędzając znaczną część sił Rakoczego na bagna. Na skutek tej akcji potopiło się wielu Węgrów. Wkrótce Czarniecki wraz z hetmanami zmusili Rakoczego do kapitulacji pod Czarnym Ostrowem.